# Гороховский литейно-механический завод
Гороховский литейно-механический завод — промышленное предприятие в городе Горохов Волынской области.

## История
После освобождения Горохова от немецких войск 18 июля 1944 года началось восстановление города, в ходе которого была организована артель «Металлист», в 1945 году коллектив артели досрочно освоил ремонт молотилок и иных сельскохозяйственных машин.
После окончания войны, в соответствии с четвёртым пятилетним планом восстановления и развития народного хозяйства СССР артель получила новое оборудование (вагранку, подъёмный кран, паровой молот, токарные и фрезерные станки) и для неё были построены новые цеха. В 1946 году реконструкция была в основном завершена (кузнечно-слесарный цех, механический цех и обозный цех были введены в эксплуатацию, а деревообрабатывающий цех и литейный цех — подготовлены к началу работы) и мастерские стали промышленным предприятием.
На рубеже 1950—1960-х годов Гороховский литейно-механический завод был расширен и реконструирован, в результате завод освоил капитальный ремонт автомашин и двигателей. Также, с помощью специалистов Киевского проектного института были механизированы производственные процессы в литейном цеху (что увеличило производительность цеха на 15-20 %). В связи с увеличением объёмов чугунного литья (с 252 тонны в 1955 году до 2 тыс. тонн в 1965 году), завод стал основным производителем металлических печных деталей в Волынской области.
В 1966 году на заводе было внедрено 15 рационализаторских предложений, обеспечивших экономию 2,4 тыс. рублей в год, в дальнейшем здесь была механизирована доставка сырья и формовка кирпичей.
В целом, в советское время литейно-механический завод входил в число крупнейших предприятий города.
В мае 1995 года Кабинет министров Украины утвердил решение о приватизации Гороховского литейно-механического завода, в дальнейшем государственное предприятие было преобразовано в общество с ограниченной ответственностью.

## Современное состояние
Основной продукцией завода являются строительные металлоизделия, а также чугунные и стальные отливки массой до 10 тонн.